# Liste der Hafenstädte in Frankreich

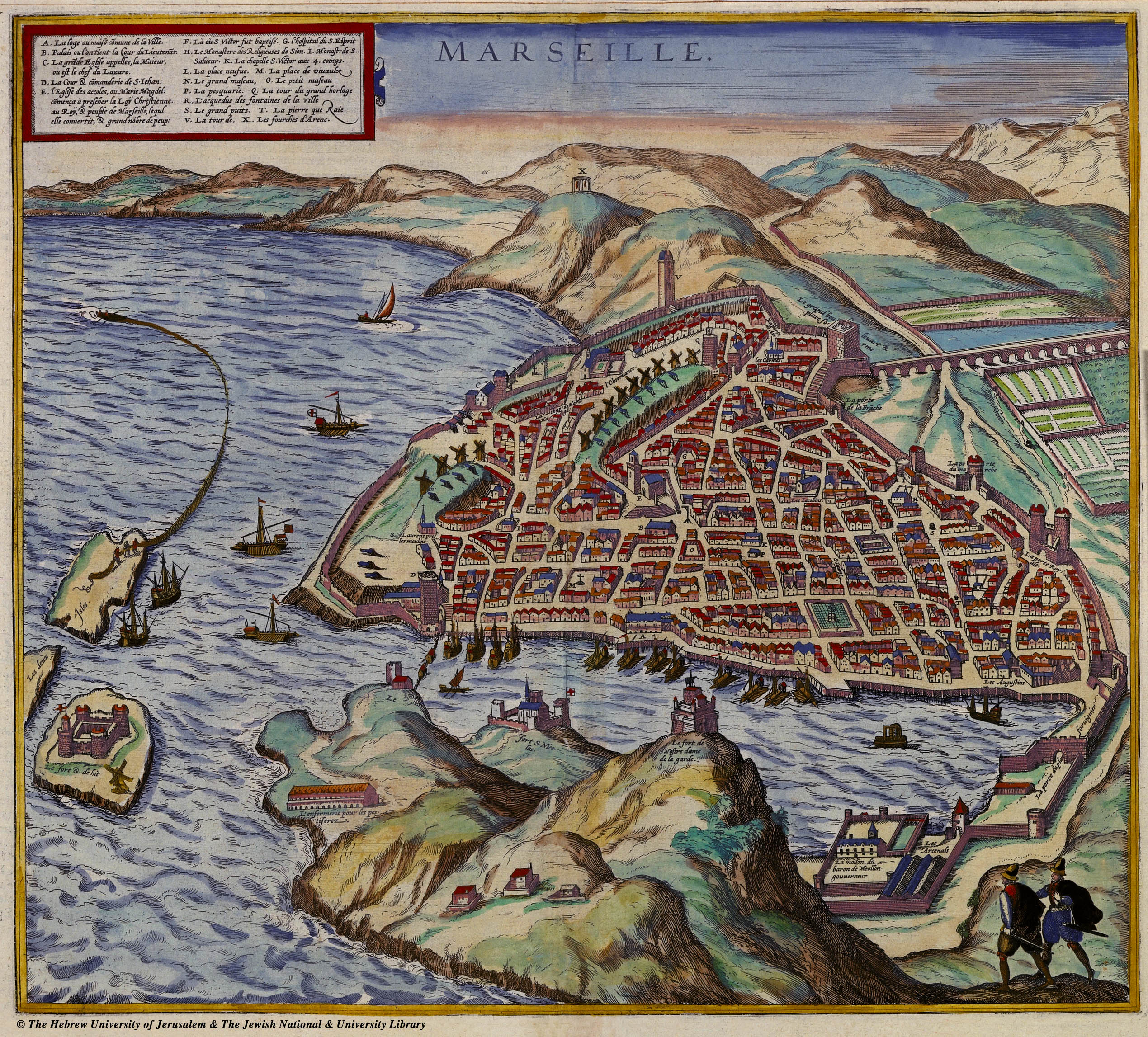
Der Hafen in Marseille im Jahre 1575

Diese Liste enthält Hafenstädte mit gewerblich genutzten Häfen in Frankreich in der Abfolge der Küstenlinie von Norden nach Westen und Süden, bzw. im Mittelmeer und Übersee (ohne Binnenhäfen). Das kann also Häfen für Fischerei, Frachtumschlag, Fährenterminals, Passagier- und Kreuzfahrthäfen umfassen.

## Liste der Hafenstädte

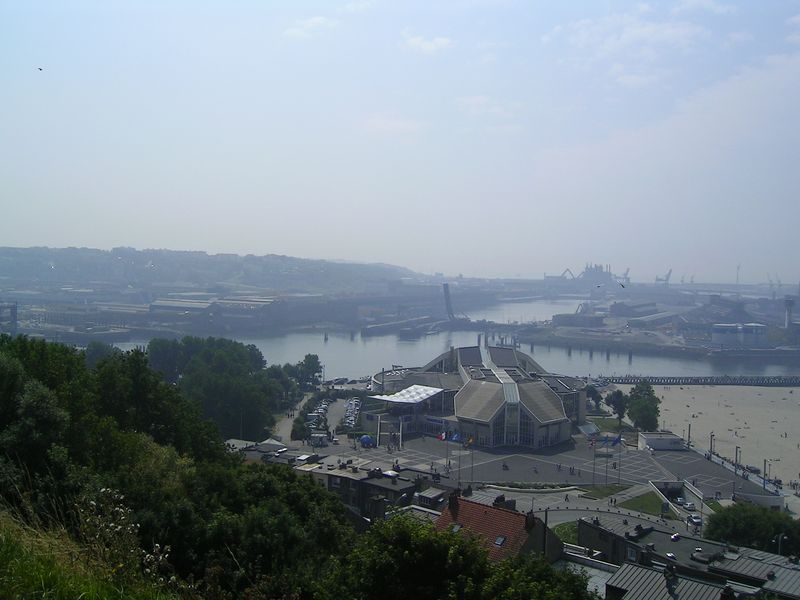
Boulogne s. M.

- AtlantikBoulogne s. M.
  - Dunkerque
  - Calais
  - Boulogne-sur-Mer
  - Le Tréport
  - Dieppe
  - Fécamp
  - Le Havre
  - Rouen
  - Honfleur
  - Caen-Ouistreham
  - Cherbourg
  - Granville
  - Saint-Malo
  - Le Légué (Saint-Brieuc)
  - Lézardrieux
  - Pontrieux
  - Tréguier
  - Morlaix
  - Roscoff-Bloscon
  - Brest (Frz. Kriegsflotte)
  - Landerneau
  - DouarnenezSaint-Nazai
  - Guilvinec
  - Quimper-Corniguel
  - Concarneau
  - Lorient
  - Vannes
  - Redon
  - Nantes
  - Saint-Nazaire
  - Port-Joinville  (Île d'Yeu)
  - Les Sables-d’Olonne
  - La Rochelle
  - Rochefort
  - Tonnay-Charente

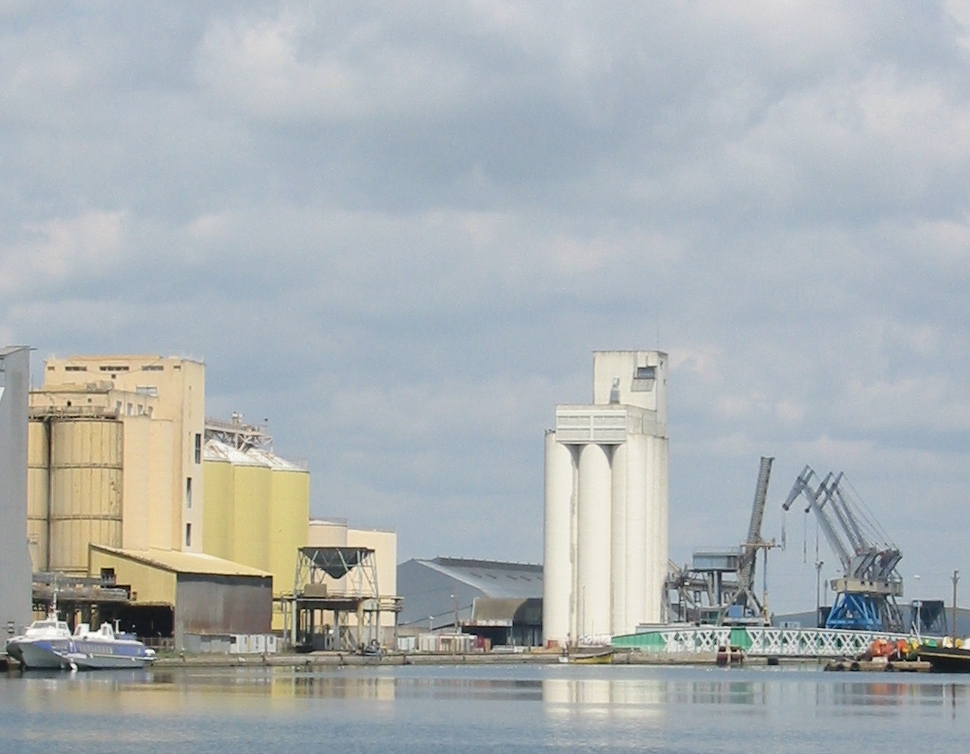
Saint-Nazai

  - Royan – Royan vorgelagert steht mittig in der Gironde-Mündung der Leuchtturm von Cordouan (frz. Phare de Cordouan). Er ist seit 1611 in Betrieb und damit der dienstälteste Leuchtturm Frankreichs.
  - Bordeaux, südlicher Beginn der Gironde
  - Bayonne
- Mittelmeer
  - Port-Vendres
  - Port-la-Nouvelle (Aude)Villefranche s. M, Hafen und Altstadt
  - Sète
  - Marseille
  - Cassis
  - Toulon
  - Cannes
  - Nizza

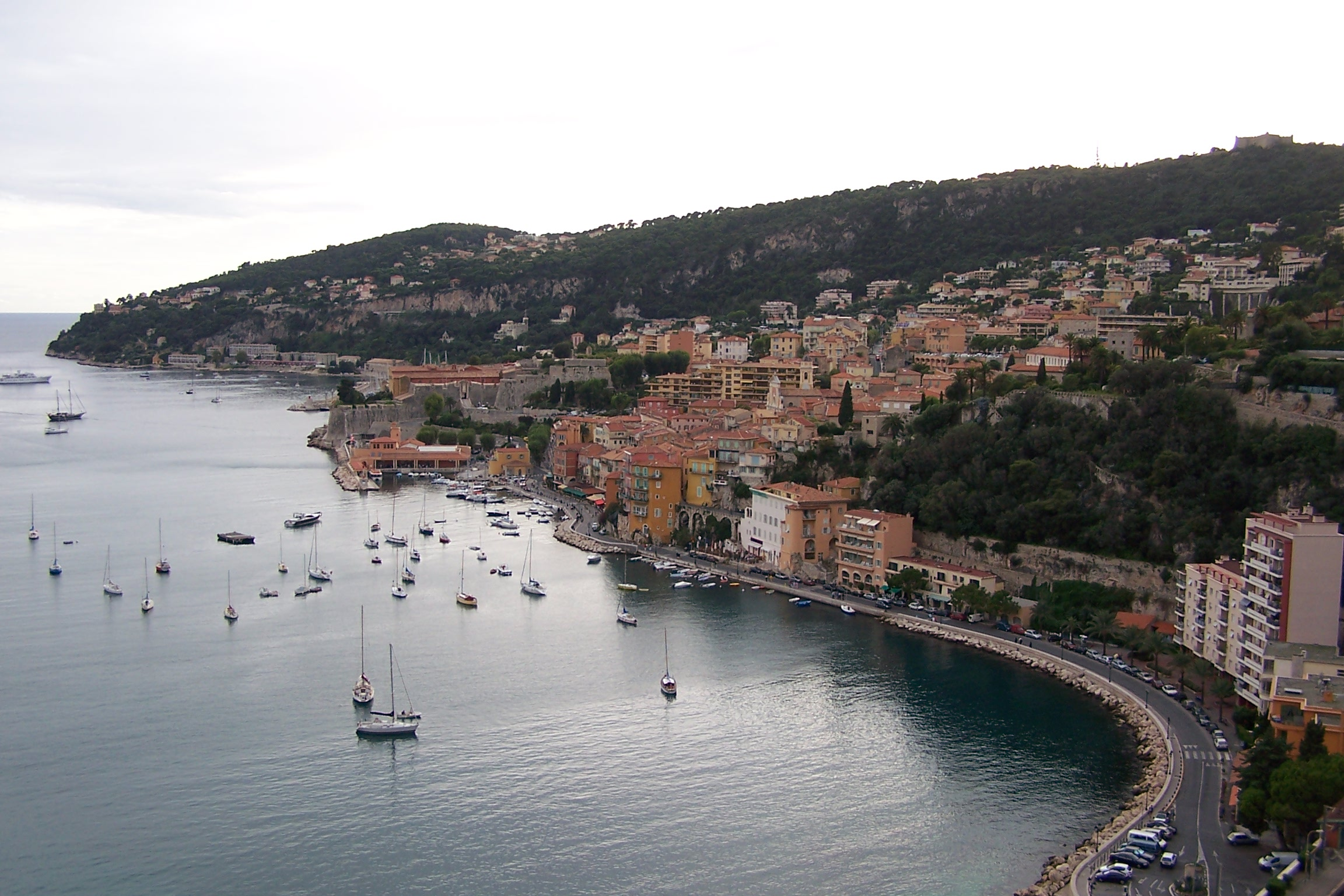
Villefranche s. M, Hafen und Altstadt

  - Villefranche-sur-Mer (In dieser Bucht lag nach dem Zweiten Weltkrieg bis 1962 auch die 6. US-Flotte vor Anker. Villefranche ist heute der größte Kreuzfahrthafen in Fr.)
- Korsika
  - Bastia
  - L’Île-Rousse
  - Calvi
  - Ajaccio
  - Propriano
  - Bonifacio
  - Porto-Vecchio
- Guadeloupe
  - Pointe-à-Pitre
  - Basse-Terre
- MartiniqueHäfen auf Réunion
  - Fort-de-France
  - Larivot à Matoury
- Französisch-Guayana,
  - Saint-Laurent-du-Maroni
- Réunion

Häfen auf Réunion

  - Le Port / Port de la Pointe des Galets
- Mayotte (Straße von Mosambik)
- Saint-Pierre-et-Miquelon (Nähe Neufundland)
- Französisch-Polynesien
  - Papeete
- Nouméa (Neukaledonien)

## Sonstiges
Als Antarktisforschungsstation und Basis weiterer Stationen in der Antarktis (Adelieland) besteht dort seit langem eine französische Ganzjahresküstenstation, Dumont-d’Urville (1956 gebaut).

## Filme
- Xavier Lefebvre: Die schönsten Küsten Frankreichs. Dokumentation, Frankreich (arte), 2009, je 43 Min. (Teil 1: Von Dünkirchen bis zur Seinemündung. Teil 2: Von Honfleur bis zum Mont-Saint-Michel. 3. Von Cancale nach Ile d’Ouessant. (Brest) Teil 4. Von Douarnenez nach Saint-Nazaire Teil 5. Von Ile de Noirmoutier nach Talmont-sur-Gironde. Vom Hubschrauber aus in 3D-Technik gefilmt)[1]
- Charles-Antoine de Rouvre (Regie), Jérôme Scemla: „Frankreichs schönste Küsten.“ Dokumentarfilm, Fr., 2011, 90 Min (in 3D-Technik. Zusammenfassungen der vorgenannten Filme)